# Conselho de Nablus

Brasão de armas do Reino de Jerusalém.

O Conselho de Nablus era um conselho de senhores eclesiásticos e seculares no reino cruzado de Jerusalém, realizado em 16 de janeiro de 1120.

## História
O conselho foi convocado em Nablus por Warmund, Patriarca de Jerusalém, e pelo rei Balduíno II de Jerusalém. Estabeleceu vinte e cinco cânones que tratam de assuntos religiosos e seculares. Não era um conselho da igreja, mas uma reunião da corte real; segundo Hans Mayer, devido à natureza religiosa de muitos dos cânones, pode ser considerado um sínodo parlamentar e um sínodo eclesiástico. O acordo resultante entre o patriarca e o rei foi uma concordata, semelhante à Concordata de Worms, dois anos depois.
O conselho estabeleceu as primeiras leis escritas para o reino. Provavelmente também foi onde Hugo de Payens obteve permissão do rei Balduíno II de Jerusalém e Warmund, patriarca de Jerusalém para fundar os Cavaleiros Templários.
O conselho não foi mencionado na crônica de Fulquério de Chartres, que serviu no séquito de Balduíno II e deve estar presente. Guilherme de Tiro, escrevendo cerca de sessenta anos depois, incluiu um relato detalhado dos procedimentos, mas deixou de registrar qualquer um dos cânones, que ele considerava bem conhecidos e que podiam ser encontrados em qualquer igreja local; no entanto, ele provavelmente também queria evitar a implicação de que o Reino primitivo não era tão heróico quanto sua geração se lembrava.
Embora os cânones possam ser bem conhecidos na época de William, apenas uma cópia, localizada em uma igreja em Sídon, parecia sobreviver à reconquista muçulmana do Reino. Esta cópia chegou à Europa, onde estava na biblioteca papal de Avignon em 1330. Agora está localizado na Biblioteca do Vaticano, MS Vat. Lat. 1345
Uma cópia foi editada no Sacrorum Conciliorum nova et amplissima collectio de Giovanni Domenico Mansi no século XVIII, e mais recentemente uma nova edição foi publicada por Benjamin Z. Kedar em Speculum (vol. 74, 1999). Kedar argumenta que os cânones são amplamente derivados do Ecloga bizantino, promulgado por Leão III e Constantino V em 741. Kedar acredita que os cânones foram postos em prática no século XII, embora Marwan Nader discorde, uma vez que não foram incluídos no Livre des Assises de la Cour des Bourgeois e em outras Assizes de Jerusalém, que foram escritas no século XIII.

## Conteúdo
Os cânones começam com as razões para convocar o conselho: Jerusalém havia sido atormentada por gafanhotos e ratos nos últimos quatro anos, e os estados cruzados em geral estavam sofrendo ataques repetidos dos muçulmanos. Acreditava-se que os pecados do povo precisavam ser corrigidos antes que Jerusalém pudesse prosperar.
Os cânones 1 a 3 lidam com o dízimo da igreja. O cânon 1 é uma promessa do rei Balduíno de entregar os dízimos apropriados ao patriarca, ou seja, os de suas próprias propriedades reais em Jerusalém, Nablus e Acre. No cânone 2, Balduíno busca perdão pelos dízimos que havia retido anteriormente, e Warmund o absolve desse pecado no cânon 3. Isso mostra que a igreja foi capaz de reivindicar seus direitos no Reino dos Cruzados, uma vitória no conflito de investidura ainda em fúria na Europa.
Os cânones 4-7 lidam com adultério. A Canon 4 descreve punições para um homem suspeito de cometer adultério com a esposa de outro homem; primeiro, ele deve ser proibido de visitar a mulher e, se ele a visitar novamente, ele deve comparecer à igreja e ser submetido à provação de ferro quente para provar sua inocência. Se for comprovado que ele cometeu adultério, o cânon 5 decreta que "eviretur" - ele deve ter seu pênis cortado - e depois deve ser exilado. O castigo para a mulher adúltera é a mutilação do nariz, um castigo bizantino familiar, a menos que o marido tenha pena dela, caso em que ambos deveriam ser exilados. O cânon 6 lida com uma situação semelhante para os clérigos: se um homem suspeita que um clérigo visite sua esposa, o clérigo deve ser proibido em primeiro lugar de visitá-la; uma segunda ofensa deve ser apontada para um magistrado da igreja, e uma terceira ofensa resultará na desordem do clérigo. Ele estará sujeito às mesmas punições descritas no cânon 5. A Canon 7 proíbe um cafetão ou uma prostituta de "corromper uma esposa com palavras" e fazer com que ela se torne adúltera. As punições no cânon 5 também se aplicam aqui.
Os cânones 8 a 11 estabelecem punições por sodomia, a primeira aparição de tais punições na lei medieval. De acordo com o cânon 8, um sodomita adulto, "tam faciens quam paciens" (tanto os ativos quanto os passivos), deve ser queimado na fogueira. Se, no entanto, a parte passiva for uma criança ou uma pessoa idosa, o cânone 9 diz que apenas a parte ativa deve ser queimada, e será suficiente que a parte passiva se arrependa, pois se presume que pecou contra sua vontade. Se a sodomia é contra sua vontade, mas ele a mantém oculta por qualquer motivo, o cânon 10 diz que ele também será julgado como um sodomita. O cânon 11 permite que um sodomita se arrependa e evite a punição, mas se for descoberto que ele participou da sodomia pela segunda vez, ele poderá se arrepender novamente, mas será exilado do reino.
Os cânones 12 a 15 referem-se a relações sexuais com muçulmanos, uma questão importante no Reino, onde os muçulmanos superavam em número os senhores latinos. O cânon 12 afirma que um homem que tenha relações sexuais de boa vontade com uma mulher muçulmana deve ser castrado e com o nariz mutilado. Se um homem estupra sua própria escrava muçulmana, de acordo com o cânon 13, ela deve ser confiscada pelo Estado, e ele deve ser castrado. Se ele estupra a escrava muçulmana de outro homem, o cânon 14 diz que ele deveria ser submetido à punição por adúlteros declarados no cânon 5, castração. A Canon 15 lida com o mesmo assunto para as mulheres cristãs - se uma mulher cristã tiver relações sexuais de bom grado com um muçulmano, ambas deverão ser punidas por adúlteros, mas se ela foi estuprada, ela não será responsabilizada. Muçulmanos serão castrados.
O cânone 16 proíbe os muçulmanos de se vestirem como cristãos. Esse cânone prenuncia o cânone similar 68 do Quarto Conselho Lateranense quase cem anos depois, em 1215, que proibiria judeus e muçulmanos de adotar roupas cristãs. Leis semelhantes foram promulgadas na Espanha, onde cristãos, judeus e muçulmanos se misturavam da mesma forma.
Os cânones 17-19 lidam com a bigamia, outro assunto importante, pois muitos cruzados abandonaram suas famílias na Europa. Se um homem toma uma segunda esposa, ele deve fazer penitência até o primeiro domingo da Quaresma, mas se ele esconder seu crime e for descoberto, sua propriedade deve ser confiscada e ele deve ser exilado. A Canon 18 permite que a bigamia fique impune se um homem ou mulher, sem saber, se casa com alguém que já é casado, desde que possa provar sua ignorância. Se um homem tomou uma segunda esposa e deseja se divorciar dela, o cânon 19 afirma que ele deve provar que já é casado, seja pela provação do ferro quente ou trazendo testemunhas para jurar por ele.
Os cânones 20-21 lidam com clérigos. Canon 20 diz que um clérigo não deve ser considerado culpado se ele pegar em armas em legítima defesa, mas ele não pode pegar em armas por qualquer outro motivo nem pode agir como um cavaleiro. Esta foi uma preocupação importante para os estados cruzados; os clérigos eram geralmente proibidos de participar da guerra na lei europeia, mas os cruzados precisavam de toda a mão de obra que pudessem encontrar, e apenas um ano antes, Antioquia havia sido defendida pelo patriarca após a batalha do Campo de Sangue, uma das calamidades mencionadas em a introdução aos cânones. Cânon 21 diz que um monge ou cânone regular que apóstata deve retornar à sua ordem ou se exilar.
A Canon 22 proíbe simplesmente acusações falsas.
Os cânones 23-25 dizem respeito a roubo. A Canon 23 diz que qualquer pessoa condenada por roubar propriedades no valor de mais de um besante deve cortar a mão ou o pé ou remover o olho. Se a propriedade valia menos de um besante, ele deveria ser marcado no rosto e chicoteado publicamente. Os bens roubados devem ser devolvidos, mas se não estiverem mais na posse do ladrão, o próprio ladrão se tornará propriedade de sua vítima. Se o ladrão for pego roubando de novo, ele deve remover a outra mão, pé ou olho, ou ser morto. Se o ladrão era menor de idade, o cânon 24 diz que ele deveria ser mantido sob custódia e depois enviado à corte real, mas nenhuma punição adicional é descrita. O Canon 25 afirma que essas punições também não se aplicam aos barões, que devem estar sujeitos apenas ao julgamento da corte real.

## Signatários
Aqueles que assinaram como testemunhas dos cânones eram principalmente eclesiásticos, com alguns nobres seculares:
- Warmund, Patriarca de Jerusalém
- Balduíno II, rei de Jerusalém
- Ehremar, arcebispo de Cesareia
- Bernard, Bispo de Nazaré
- Ansquitinus, bispo de Belém
- Roger, bispo de Ramla
- Guildoinus, abade eleito de Santa Maria do Vale de Josafat
- Pedro, abade do Monte Tabor
- Achardus, prior do Templo
- Arnaldus, antes do Monte Sion
- Girardus, prior do Santo Sepulcro
- Pagão, chanceler de Jerusalém
- Eustace Grenier, senhor de Cesaréia e Sidon, policial de Jerusalém
- William de Buris
- Barisan, policial de Jaffa
- Baldwin, senhor de Ramla

Os signatários aparecem após a introdução e antes do início da lista de cânones.